# Evanghelia după Toma
a nu se confunda cu Evanghelia copilăriei după Toma

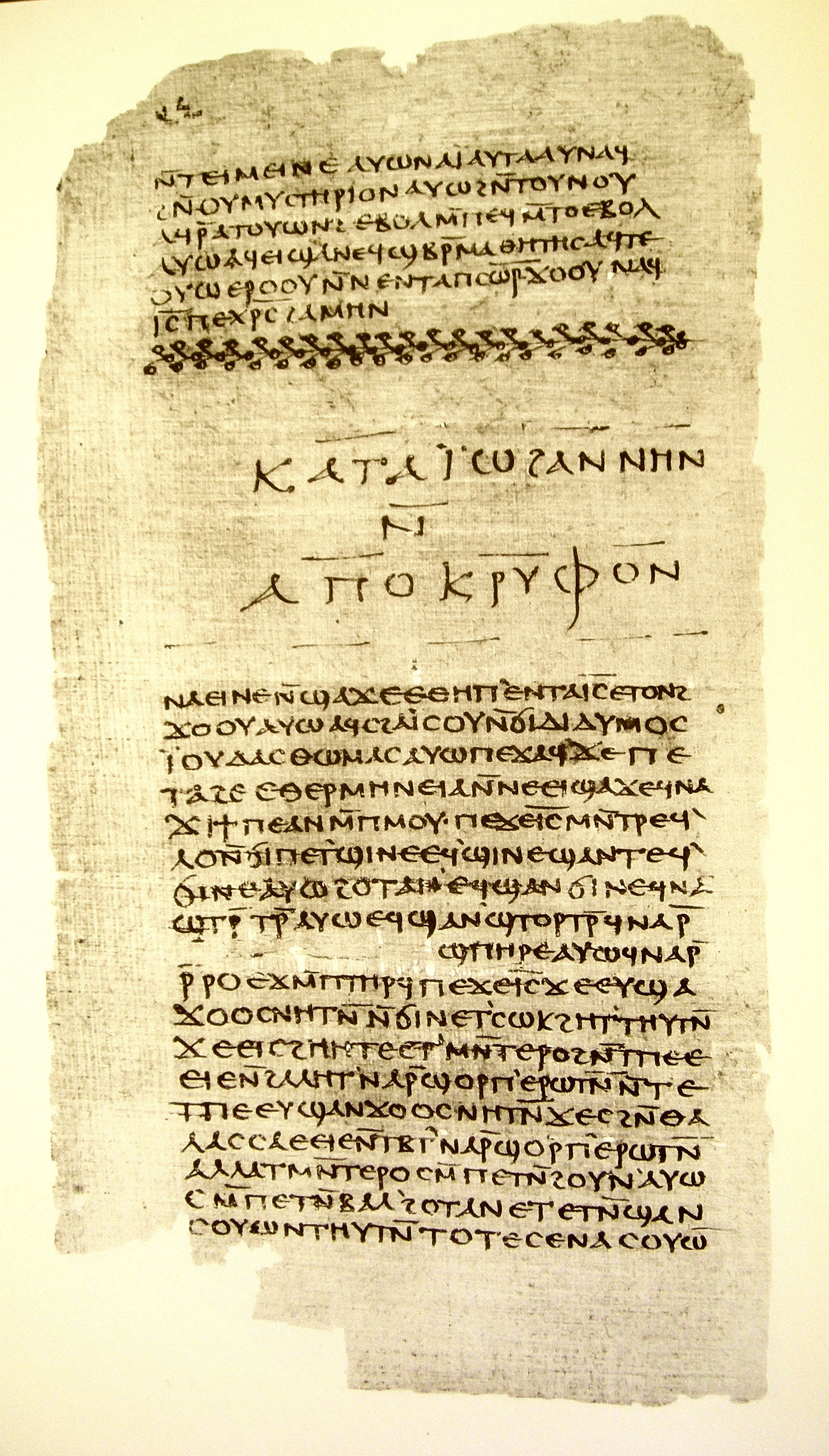
Nag Hammadi Codex II - începutul Evangheliei după Toma

Evanghelia după Toma a fost scrisă în prima jumătate a secolului al II-lea. A fost descoperită în 1946 la Nag-Hamadi (Egiptul de sus, aproape de Luxor). Evanghelia lui Toma, considerată de majoritatea cercetătorilor de origine gnostică, este compusă din 114 de rostiri înțelepte (logia), regăsite parțial în Evangheliile canonice, în Faptele Apostolilor și în unele Epistole. Deoarece textul cu 114 rostiri este o copie a unei traduceri copte, există presupunerea că scrierea ar fi anterioară secolului al II-lea, dar potrivit specialiștilor americani nu este mai veche decât textele canonice.

## Conținut
Evanghelia după Toma a fost compilată prima oară în jurul anului 150 și reprezintă o colecție de 114 pretinse vorbe ale lui Iisus (agrafe). Lucrarea începe cu o notă gnostică: ...acestea sunt cuvinte tainice pe care le-a rostit Iisus cel viu și pe care le-a notat Didymus Iuda Toma...

## Citate
70. Iisus a zis: «Dacă îl naști pe cel care îl ai în tine, el te va mântui. Dacă nu-l ai în tine, cel pe care nu-l ai te va omorî».
82. Iisus a spus: «Cel care este aproape de Mine este aproape de foc și cel care este departe de Mine este departe de Împărăție».
114. Simon Petru le-a zis: «Maria să plece dintre noi pentru că femeile nu sunt vrednice să aibă viață». Iisus a spus: «Iată, Eu o voi călăuzi, ca să o pot face bărbat, pentru ca și ea să devină un duh viu ca și voi bărbații. Pentru că orice femeie care se face pe sine bărbat va intra în Împărăția Cerurilor»